# Acrias tauricornis
Acrias tauricornis är en stekelart som beskrevs av Yang 1996. Acrias tauricornis ingår i släktet Acrias och familjen finglanssteklar. Inga underarter finns listade i Catalogue of Life.